# Nivellierte Mittelstandsgesellschaft
Nivellierte Mittelstandsgesellschaft ist ein soziologisches Konzept zur Charakterisierung der Sozialstruktur der Bundesrepublik Deutschland, das 1953 von dem Soziologen Helmut Schelsky vorgestellt wurde.

## These
Schelsky publizierte zum ersten Mal seine These von der Nivellierten Mittelstandsgesellschaft 1953 im Rahmen seiner Studie  Wandlungen der deutschen Familie in der Gegenwart. Der Begriff diente zur Kennzeichnung der Gesellschaft der Bundesrepublik Deutschland in den Nachkriegsjahren, der er konzedierte, es gäbe „fast keine Bevölkerungsgruppe, fast keine Familie mehr, deren Schicksal nicht in einem sozialen Aufstiegs- oder Abstiegsvorgang bestände […]. Beide Richtungen der sozialen Mobilität wirken aber in der Herausbildung des gleichen sozialen Verhaltens und eines gleichen sozialen Status zusammen: einer sozial standortlabilen, nivellierten, klein bürgerlich-mittelständisch sich verhaltenden Gesellschaftsschicht“. Mit Verweis auf den Soziologen Peter Drucker und dessen Werk The Concept of Corporation, New York 1946, beschreibt er diese nivellierte Mittelstandsgesellschaft als eine Gesellschaft, die in ihrem Selbstbewusstsein auf eine Mittellage hin nivelliert sei, die von der Überwindung der Spannung zwischen Ober- und Unterschicht lebe.
Der Nivellierung des realen wirtschaftlichen und politischen Status folge dabei weitgehend eine Vereinheitlichung der sozialen und kulturellen Verhaltensformen und führe zu einem Lebenszuschnitt, den man, gemessen an der alten Schichtenstufung  in der unteren Mitte lokalisieren und daher als kleinbürgerlich-mittelständisch bezeichnen könne. Als Ursache für den Nivellierungsprozess sieht er den universalen Konsum der industriellen und publizistischen Massenproduktion, die bei jedem das Gefühl entwickeln könne „nicht mehr ganz unten zu sein, sondern an der Fülle und dem Luxus des Daseins schon teilhaben zu können“.
Seine Position eines Schichtenmodells war als Antithese gegen ältere und laufende Vorstellungen einer Klassengesellschaft gerichtet.
Vornehmlich beruhten Schelskys Beispiele auf den spezifischen sozioökonomischen Gegebenheiten der deutschen Nachkriegszeit, die ab Mitte der 1950er Jahre in das sogenannte Wirtschaftswunder mündeten. Politische Maxime des die Soziale Marktwirtschaft prägenden Wirtschaftsministers und späteren Bundeskanzlers Ludwig Erhard (CDU) war Wohlstand für Alle.

## Herleitung
Die Entwicklung hin zu einer Nivellierten Mittelstandsgesellschaft hat sich, so Schelsky, in Deutschland bereits seit der Zeit des Nationalsozialismus abgezeichnet. Sie ist aber generell in den „industriell-bürokratischen Gesellschaften“ der westlichen Welt und wahrscheinlich auch in den sozialistischen Gesellschaften des Ostblocks festzustellen. Schelsky stützte sich bei dieser Argumentation z. T. auf die damals viel rezipierten Nivellierungsannahmen des US-amerikanischen politischen Theoretikers James Burnham, die dieser bereits 1941 in seinem Werk Das Regime der Manager dargelegt hatte.

## Rezeption
Die Ergebnisse des Wirtschaftswunders wirkten sich auf die Einstellungen großer Teile der Bevölkerung aus, so dass Schelskys Begriff in der Soziologie, in den Massenmedien und in der sonstigen Öffentlichkeit vielfach diskutiert und häufig übernommen wurde. Schelsky war damals wohl der bekannteste lebende deutsche Soziologe (ähnlich wie Ulrich Beck in den 1990er Jahren), was allerdings nicht nur mit seinem Blick für aufkommende Themen, sondern auch mit seinem Organisationstalent und seiner Podiumspräsenz erklärbar ist.
Seiner Aussage widersprachen u. a. Vertreter einer Klassentheorie, insbesondere marxistische Wissenschaftler. Zum Beispiel kritisierte der Sozialphilosoph Leo Kofler Schelskys Theorie stark. Der liberale Soziologe Ralph Dahrendorf lehnte bereits 1957 in seinem Werk Soziale Klassen und Klassenkonflikt in der industriellen Gesellschaft Schelskys Auffassung ab und betonte die empirisch feststellbaren sozialen Ungleichgewichte. Die Vorstellung einer nivellierten (vereinheitlichten) Gesellschaft hielt er für eine Variante des nationalsozialistischen Konzeptes der Volksgemeinschaft, das ebenfalls von einer quasi-harmonischen Einheit der Gesellschaft ausging und deren soziale Spaltung in Klassen oder Subgruppen leugnete. Auch René König wandte sich entschieden gegen den Begriff.
Als die bundesrepublikanischen Medien Mitte der 1960er Jahre über Schelskys nationalsozialistische Vergangenheit berichteten, wurden seine Aussagen damit in Verbindung gebracht. Die Einwände hatten jedoch – auch wegen des Kalten Krieges – bis zur 68er-Studentenbewegung relativ wenig Resonanz in der Öffentlichkeit.
Sobald in den 1970er Jahren der normale wirtschaftliche Krisenzyklus auch in der Bundesrepublik Deutschland für größere soziale Unterschiede sorgte, verlor die zeitbezogene Wendung von der Nivellierten Mittelstandsgesellschaft an Überzeugungskraft und Bedeutung. Im Laufe der Globalisierung und auf Grund der Verteilungskonflikte einer schwach wachsenden Wirtschaft verschwand er ab den 1970er Jahren fast vollends aus der Öffentlichkeit. Zur Charakterisierung der Sozialstruktur in Deutschland entstand nun z. B. der Begriff Zwei-Drittel-Gesellschaft.